# Lepturges centralis
Lepturges centralis es una especie de escarabajo longicornio del género Lepturges, categorizada en la tribu Acanthocinini, de la subfamilia Lamiinae. Fue descrita por Monné en 1978.

## Descripción
Mide 4-5,2 mm de longitud.

## Distribución
Se distribuye por Brasil.